# Pulp Fiction (Banksy)
Pulp Fiction es un trabajo del artista de graffiti Banksy. Representa a los personajes interpretados por Samuel L. Jackson y John Travolta en la película Pulp Fiction de 1994, con sus armas reemplazadas por bananas. En una pared cerca de la estación de metro de Old Street en la ciudad de Londres existió un grafiti de plantilla entre 2002 y 2007. Las impresiones de la imagen en su sitio original se han vendido por £ 1,000. Una impresión de la plantilla de Pulp Fiction se vendió por £ 10,600 en 2012. El 24 de noviembre de 2020, una impresión firmada se vendió por £ 125,000 en el evento By Collectors for Collectors de Tate Ward Auctions.